# Guanxi
Guānxi es un término chino (Chino tradicional: 關係, Chino simplificado: 关系) que describe la dinámica básica de las redes de contactos e influencias personales, y que constituye un concepto central de la sociedad china. En medios editoriales occidentales, el término adaptado pīnyīn de esta palabra china se suele utilizar más a menudo que las posibles traducciones —"conexiones" y "relaciones"—, ya que ninguno de estos términos refleja de manera adecuada las amplias implicaciones culturales que engloba el concepto de guānxi.
Conceptos estrechamente relacionados con el guanxi son el gǎnqíng, que es una medida de la profundidad de los sentimientos de una relación interpersonal, el rénqíng, que hace referencia a la obligación moral de mantener la relación, y el liǎn, que hace referencia al concepto de "rostro", en tanto que significa estatus social, reconocimiento, prestigio, o una combinación de los tres antedichos.

## Descripción
En su aspecto esencial el guānxi hace referencia a una conexión personal entre dos personas, por medio de la cual cada una de ellas puede recurrir a la otra para obtener un favor o un servicio. No es preciso que las dos personas posean igual estatus social. El término guānxi puede también ser utilizado para describir una red de contactos a los que un individuo puede recurrir cuando precisa realizar o poner en práctica algo, y mediante el cual él puede ejercer influencia en beneficio de un tercero. Adicionalmente, guānxi puede ser utilizado para describir un estado de entendimiento mutuo general entre dos personas: "el otro conoce mis necesidades y deseos y los tendrá en cuenta cuando decida hacer algo que podría afectarme o involucrarme, sin necesidad de que conversemos del tema o me consulte".
En general no se utiliza el término para describir relaciones dentro de una familia, aunque a veces las obligaciones de carácter guānxi pueden describirse mediante el concepto de una familia ampliada. Tampoco se utiliza para describir relaciones que caen dentro de otras normas o estructuras sociales tradicionales (o sea, jefe-trabajador, maestro-alumno, amistad). Las relaciones cimentadas en el guānxi son personales y no transferibles.
Cuando una red de guānxi viola normas burocráticas o administrativas, puede dar origen a corrupción, y el guānxi puede también ser la base de relaciones de servidumbre.

## Ejemplos de su uso
Se dice que alguien posee un buen guānxi si su red de influencia personal puede ser de ayuda para resolver un problema existente. El término coloquial más cercano para describir esto es «tener palanca(s)» en algunos países como México, Argentina, Venezuela y partes del Caribe, y «tener enchufe» en España, donde se usa con sentido despectivo.
La forma más común de aceptar una disculpa en Mandarín estándar es méi (yǒu) guānxi (沒(有)關係 / 没(有)关系) que se puede traducir literalmente como "esto no posee [implicaciones] en el guānxi ".
A menudo, en la prensa se hace referencia al guānxi cuando obligaciones cimentadas en el guānxi se imponen sobre deberes cívicos, lo que conduce a situaciones de nepotismo y cronismo
.

## Conceptos generales en otras culturas
Los sociólogos han conectado el concepto de guanxi al de capital social (se ha descrito como una estructura de valor Gemeinschaft), y se ha tratado exhaustivamente en estudios sobre el comportamiento de la sociedad china en el ámbito económico y político, incluidos los casos que se mencionan a continuación. 
El concepto de wasta existente en la cultura del Medio Oriente es similar al guanxi.